# Banca dello Stato
Nella Confederazione Svizzera la Costituzione svizzera prevede che la Banca nazionale svizzera abbia un incarico esclusivo a emettere le banconote e le monete in franchi svizzeri, mentre il compito commerciale spetta alle banche cantonali (tedesco: Kantonalbank, francese:banque cantonale) che sono di proprietà pubblica e a cui il cantone di residenza fornisce una garanzia per i depositi. Le banche cantonali sono spesso denominate Banche dello Stato del Cantone.

## Banche cantonali
- Aargauische Kantonalbank (AKB)
- Appenzeller Kantonalbank (APPKB)
- Banca dello Stato del Cantone Ticino (BancaStato)
- Banque cantonale de Fribourg (BCF/FKB)
- Banque cantonale de Genève (BCGE)
- Banque cantonale du Jura (BCJU)
- Banque cantonale du Valais (BCVS/WKB)
- Banque cantonale neuchâteloise (BCN)
- Banque cantonale vaudoise (BCV)
- Basellandschaftliche Kantonalbank (BLKB)
- Basler Kantonalbank (BKB)
- Berner Kantonalbank (BEKB/BCBE)
- Glarner Kantonalbank (GLKB)
- Graubündner Kantonalbank (GKB)
- Luzerner Kantonalbank (LUKB)
- Nidwaldner Kantonabank (NWKB)
- Obwaldner Kantonalbank (OWKB)
- St.Galler Kantonalbank (SGKB)
- Schaffhauser Kantonalbank (SHKB)
- Schwyzer Kantonalbank (SZKB)
- Thurgauer Kantonalbank (TKB)
- Urner Kantonalbank (URKB)
- Zuger Kantonalbank (ZugerKB)
- Zürcher Kantonalbank (ZKB)

## Attualità
Attualmente le banche dei cantoni sono associate e regolate all'associazione delle banche cantonali svizzere con sede a Basilea. Inoltre il 30% del settore bancario svizzero è rappresentato dalle banche cantonali con una rete di oltre 800 filiali e 16 000 dipendenti.

Logo Verband Schweizerischer Kantonalbanken

Le banche cantonali sono 24, una per ciascun cantone e semi cantone, a parte l'Appenzello Esterno, che ha venduto la sua banca alla concorrente UBS e Soletta, che ha privatizzato la sua banca nel 1995. Due banche cantonali, la Zürcher Kantonalbank e la Banque Cantonale Vaudoise, sono la terza e la quarta più grandi del paese, dopo la UBS ed il Credit Suisse.